# Anurophorinae
Anurophorinae zijn een onderfamilie van springstaarten uit de familie Isotomidae. De onderfamilie telt 345 beschreven soorten.

## Geslachten
- Antarctophorus (1 soort)
- Anurophorus (52 soorten)
- Blissia (2 soorten)
- Cryptopygus (86 soorten)
- Cylindropygus (1 soort)
- Dagamaea (4 soorten)
- Gressittacantha (1 soort)
- Haploisotoma (1 soort)
- Hemisotoma (5 soorten)
- Isotominella (2 soorten)
- Isotomodella (6 soorten)
- Isotomodes (34 soorten)
- Jesenikia (2 soorten)
- Micranurophorus (2 soorten)
- Micrisotoma (1 soort)
- Mucrosomia (2 soorten)
- Neocryptopygus (1 soort)
- Pectenisotoma (1 soort)
- Proctostephanus (6 soorten)
- Proisotomodes (2 soorten)
- Pseudanurophorus (12 soorten)
- Rhodanella (1 soort)
- Sibiracanthella (3 soorten)
- Stachanorema (3 soorten)
- Tetracanthella (97 soorten)
- Tuvia (2 soorten)
- Uzelia (13 soorten)
- Womersleyella (1 soort)
- Yosiiella (1 soort)